# Velelisna hortenzija
Velelisna hortenzija (lat. Hydrangea macrophylla) je biljna vrsta iz porodice hortenzijevki (Hydrangeaceae). Kao divlja raste u Japanu, gdje se stoljećima i uzgaja, a u Europi se gaji po vrtovima. Boja cvjetova zavisi o pH vrijednosti tla, u alkalnom tlu najčešće su cvjetovi roza boje, u kiselom plave. Poznato je više od 600 kultiviranih odlika ove biljke.

## Ljekovitost
Listovi, korijenje i cvjetovi djeluju antimalarijalno, antitusivno i diuretično. Smatra se da djeluju snažnije od kinina .

## Vanjske poveznice
https://pfaf.org/user/Plant.aspx?LatinName=Hydrangea+macrophylla